# Viola Liuzzo
Viola Gregg Liuzzo (California, Pennsylvania, 1925. április 11. – Selma, Alabama, 1965. március 25.) amerikai polgárjogi aktivista.
Viola Gregg a Pennsylvania állambeli California városkában született, Pittsburgh közelében. Két házasságából öt gyermeke született. Halála idején második férjével Detroitban lakott. Liuzzo politikailag aktív volt, és részt vett a hatvanas évek polgárjogi mozgalmában, amelynek célja az afroamerikaiak egyenlőségének kivívása volt.    
1965 márciusában polgárjogi aktivisták egy háromezer fős csoportja Martin Luther King vezetésével tiltakozó menetet szervezett az Alabama állambeli Selma és az onnan 80 kilométerre keletre fekvő Montgomery, az állam fővárosa között. A tüntetőket először durván bántalmazta a rendőrség, de később a Nemzeti Gárda segítségével bántatlanul tudtak Montgomerybe vonulni, ahol King az összegyűlt huszonötezer fős tömeg előtt beszédet mondott. A menetben Liuzzo is részt vett. Az események utáni éjszaka autójával visszavitte Selmába a tüntetés egyik fekete résztvevőjét, Leroy Motont. Az országúton egy elhaladó autóból arcon lőtték Liuzzót, aki azonnal meghalt. Az autó az útmenti árokba sodródott, Moton pedig halottnak tetette magát, nehogy a tettesek őt is megöljék.
Az autó négy utasát hamarosan elfogták, de a tárgyaláson a helyi fehérekből álló esküdtszék felmentette őket. Később a tettesek közül kettőt szövetségi bíróság elé állítottak azzal a váddal, hogy megsértették Liuzzo szabadságjogait. Ezúttal bűnösnek találták őket, és a bíróság mindkettejüket tíz éves börtönbüntetésre ítélte. (A harmadik tettes még az eljárás alatt meghalt, a negyedik ellen pedig – tanúvallomásáért cserébe – nem emeltek vádat.)
Liuzzót Detroitban temették el; a szertartáson mintegy 350 ember jelent meg.